# Cárax Espasinu

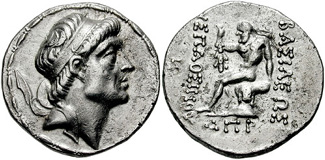
(também conhecido como Espasines ou Aspasine;, fundador e rei de Caracena, cuja capital foi Cárax

Cárax ou Cárace Espasinu ou Pasinu (em grego clássico: Σπασίνου του Χάραξ; romaniz.: Spasínou tou Chárax; lit. "Cárax de Espasines"), Alexandria em Susiana (Ἀλεξάνδρεια) ou Antioquia em Susiana (Ἀντιόχεια τῆς Σουσιανῆς) foi uma antiga cidade portuária no fundo do Golfo Pérsico e capital do antigo reino de Caracena. Provavelmente situava-se onde é hoje o Cuaite ou na zona fronteiriça do Iraque com o Irão perto de Baçorá.

## Etimologia
O nome "Cárax" deriva provavelmente do grego Χάραξ,[carece de fontes?] que significa literalmente "forte com paliçada" e era aplicado a diversas cidades fortificadas selêucidas. Originalmente chamava-se "Alexandria", em honra de Alexandre, o Grande, que possivelmente foi o seu fundador. Após ter sido destruída por cheias, foi reconstruída por Antíoco IV (r. 175–164 a.C.) e rebatizada para Antioquia. Umas décadas depois, o antigo governador de Antíoco, Hispasines (também conhecido como Espasines ou Aspasine), mandou construir um enorme aterro para conter cheias com quase 4,5 km de extensão. O mesmo governador mudou o nome da cidade para Cárax de Hispasines ("Cárax Espasinu").[carece de fontes?]
Há uma teoria segundo a qual Cárax deriva da palavra aramaica karkâ ("castelo"), mas o uso de Cárax é atestado frequentemente como designação de outras cidades selêucidas com o significado de paliçada.[carece de fontes?]

## Localização
A cidade de Cárax situa-se na reentrância mais interior do golfo Pérsico, de onde se projeta o país chamado Arábia Feliz. Ergue-se numa elevação artificial entre o Tigre à direita e o Karun à esquerda, no ponto onde estes dois rios se unem, e o local mede duas milhas romanas (3 km) de largura [...] Originalmente estava a uma distância de 1,25 milhas (2 km) da costa e tinha um porto, mas quando Juba (Juba II, rei da Numídia (r. 50 a.C.–24 d.C.) publicou a sua obra situava-se 50 milhas (80 km) no interior; a sua distância atual da costa é relatada por enviados árabes e pelos nossos comerciantes que chegaram do local como sendo 120 km (190 km). Não há parte alguma do mundo onde a terra levada por rios invadiu o mar mais longe ou mais rapidamente [...]

— Plínio, o Velho, História Natural (77-79 d.C.)
Segundo uma das hipóteses, Cárax situava-se originalmente na costa do golfo Pérsico, onde é hoje o Cuaite. Outra localização possível é um grande tel conhecido como Jabal Cuiabir (ou Naysan), perto da confluência dos rios Euleu (atual Karkheh) e do Tigre, que coincide com a descrição de Plínio, o Velho, Naysan pode ser uma corruptela árabe de Maysān, o nome da região de Caracena durante o início da era islâmica.

## História
A história de Cárax é conhecida principalmente através de textos antigos e numismática, pois a cidade nunca foi escavada.[carece de fontes?] A cidade foi fundada por Alexandre, o Grande em 324 a.C., substituindo a pequena localidade persa de Durine. Foi uma das últimas cidades fundadas por Alexandre antes da sua morte em 323 a.C., que também construiu um quarteirão (dēmē) no porto chamado Pela, o nome da sua cidade natal, onde instalou veteranos macedónios. A cidade passou a fazer parte do Império Selêucida depois da morte de Alexandre, até ser destruída em data desconhecida por uma cheia.
A cidade foi reconstruída cerca de 166 a.C. por ordem de Antíoco VI, que nomeou Hispasines como sátrapa para supervisionar as obras. A instabilidade política que se seguiu à conquista parta da maior parte do Império Selêucida permitiu a Hispasines o estabelecimento de um estado independente, Caracena (ou Mesena), em 127 a.C..[carece de fontes?]
Cárax foi a capital do pequeno estado durante 282 anos. A numismática sugere que era uma cidade helenizada multiétnica com extensas ligações comerciais. Em 116 d.C., durante o reinado de Trajano (r. 98–117), a cidade foi anexada pelo Império Romano. Caracena ganhou de novo a independência sob a liderança de Meredates (ou Mitrídates), um filho do xainxá Pácoro II (r. 78–105), durante uma guerra civil pelo trono parta. As moedas de Cárax desse período indicam uma cultura principalmente parta.[carece de fontes?]
Em 221–222, Artaxes (Ardašīr), de etnia persa, que foi sátrapa de Pérsis, liderou uma revolta contra os partas, que deu origem ao Império Sassânida. Segundo histórias árabes posteriores, ele derrotou as tropas de Caracena, matou o seu último governante, reconstruiu Cárax e rebatizou-a Astarabade-Ardaxir (Astarābād-Ardašīr). A área em redor da cidade que tinha sido o estado de Caracena passou desde então a ser conhecida pelo seu nome em aramaico e siríaco, Maysān, que depois foi adotado pelos conquistadores árabes.
A cidade continuou a existir, com o nome de Maysan, havendo várias menções em textos persas de governadores ao longo do século V e há registo de uma igreja nestoriana no século VI. Aparentemente continuou a ser cunhada moeda em Cárax durante o Império Sassânida e o Califado Omíada — a última moeda conhecida é de 715. A cidade foi finalmente abandonada durante o século IX devido a cheias persistentes e a um decrescimento dramático do comércio com o Ocidente.[carece de fontes?]

## Economia
Cárax foi um importante centro de comércio da Antiguidade tardia, o que é atestado pelas numerosas moedas gregas encontradas em escavações. Embora fosse nominalmente vassala dos selêucidas e depois dos arsácidas, parece ter tido uma elevado grau de autonomia em alguns períodos. Tornou-se um centro de primeira importância para o comércio da Arábia, controlado em grande parte pelos nabateus, pelo menos até ter sido anexada pelos romanos em 106 d.C.[carece de fontes?]
Cárax era um porto próspero, onde chegavam regularmente navios provenientes de Gerra (atual Hufufe, na costa oriental da Arábia Saudita), Egito e Índia. Trajano viu navios que partiam para a Índia quando visitou a cidade, Estrabão chamou à cidade um empório e Plínio refere que era um centro de comércio de perfumes raros e de pesca de pérolas. Era igualmente o início de rotas comerciais terrestres que ligavam o golfo Pérsico a Petra, Palmira e o Império Parta.

## Figuras históricas e visitantes
Em 97 d.C., Cárax foi visitada pelo enviado chinês Gan Ying (甘英), que se referiu a ela como 于羅 (Yulo em pīnyīn; ou *ka-ra em pronúncia antiga reconstituída), que tentava chegar ao Império Romano via Egito, mas que ao chegar ao golfo Pérsico foi convencido a voltar para trás pelos partas.
Em 116, o imperador romano Trajano esteve em Cárax Espasinu, a sua mais recente e mais oriental possessão, que manteve por pouco tempo. Viu muitos navios de partida para a Índia e desejou ser mais jovem, como Alexandre tinha sido, para que pudesse lá ir também. Isidoro de Cárax, um geógrafo dos séculos I a.C. e I d.C., era natural da cidade. Para o historiador Robert Eisenman, foi em Cárax (também chamada Antioquia), e não na Antioquia mais famosa, que São Paulo estabeleceu a sua primeira igreja.[carece de fontes?]